# Ālphūt
Ālphūt (persiska: اِلپهوت, آلپهوت, Elphūt) är en ort i Iran.   Den ligger i provinsen Kurdistan, i den nordvästra delen av landet, 300 km väster om huvudstaden Teheran. Ālphūt ligger 1 581 meter över havet och antalet invånare är 221.
Terrängen runt Ālphūt är platt åt sydost, men åt nordväst är den kuperad. Ālphūt ligger nere i en dal.Runt Ālphūt är det ganska glesbefolkat, med 23 invånare per kvadratkilometer. Närmaste större samhälle är Choghūr Qeshlāq, 19,4 km öster om Ālphūt. Trakten runt Ālphūt består i huvudsak av gräsmarker.